# 황금찬
황금찬(黃錦燦, 1918년 8월 10일 ~ 2017년 4월 8일)은 강원도 속초 출생의 시인이다. 〈문예〉에 시 〈경주를 지나며〉(1953년), 《현대문학》에 〈접동새〉, 〈여운〉(1955년) 등이 추천되어 문단에 데뷔했다.
평생 총 40권의 시집을 펴냈으며, 생활 속 문학과 '다작(多作)'을 강조하며 시 2000여편을 비롯한 8000여편의 작품을 남기며 문학계 원로의 반열에 올랐다.

## 생애
1918년 8월 10일 강원도 속초(당시 양양군 도천면)에서 태어났다. 열네살 때 함경북도 성진에서 소학교를 다니던 시절, <아이생활>이란 청소년 잡지를 보면서 작가가 되기로 결심했다. 해방 후 함북 성진에서 강원도로 내려와, 1946년부터 9년간 강릉에 살았다. 교직 생활을 보내면서도 문인들을 여럿 길러냈고, 1952년에는 시동인지 <청포도>를 만들어 활동하였다. 이때의 활동은 강원도 문학을 발전시켰다는 평가를 받고 있다. 이후 1953년 문예로 문학계 등단 이어 시인 박목월의 추천을 받아 <현대문학>에 시를 기고하며 문학계에 등단했다. 1954년 서울 용산구 후암동으로 이사한 후 돈화문로의 초동교회에서 신앙 생활을 시작했고, 이때부터의 경험이 그의 문학세계에 기독교적 바탕을 깔게 되었다.
1965년 첫 시집 〈현장〉을 내고 활발한 문학 활동을 벌였다. 이후 〈五월나무〉(1969)와 〈나비와 분수〉(1971), 〈오후의 한강〉 (1973) 등의 시집을 출간하며 수십여 권의 시집을 냈다. 초창기 작품은 시조적 발상에서 비롯된 향토색이 많았다. 이후 현실성이 강해지며 서술적 표현을 통한 아름다운 시구를 남겼다.
문학 원로로써 제자들에게도 존경받는 선생이었는데,  2016년 백수연 행사에서 제자 김문중 시인 외 다수으로부터 2018편의 필사집을 헌정받았다. 제자들을 중심으로 그의 이름을 단 문학관 건립도 추진 중에 있으며, 후배들에게 노벨 문학상 후보로 추천되기도 했다.
2017년 4월 8일, 오전 4시 40분 강원도 횡성의 자택에서 건강 악화로 인해 향년 99세로 숨을 거두었다. 41번째 시집을 준비하고 있었던 것으로 알려졌다. 4월 11일에 발인을 거쳐 경기도 안성시 초동교회 공원 묘지에 안장됐다.
현재 황금찬 시비는 월간 시사문단사가 2007년 남양주 북한강 야외 공연장에 세웠고  황금찬 시인이 별이 뜨는 강마을에란 시를 헌시하여 새겨진 이 북한강문학비는 2017년 9월 고 황금찬 선생의 형상과 약력을 새겨 완성되었다. 한편 황금찬 선생의 시비 건립완성에 맞추어 2017년 11월 4일 남양주 북한강문학제에서 제 2회 북한강문학상 대상에 마경덕 시인이 선정되어 황금찬 선생과 가장 시문학 세계에 밀접한 작품 <놀란흙>이 선정되었다. 이날 황금찬 선생의 유족인 둘째 아들 황도정씨가 황금찬 시비 완료 제막식에 참가하였다.[7]

## 수상
- 월탄문학상
- 대한민국 문학상
- 한국기독교 문학상

## 참고자료보관됨2017-10-23 -웨이백 머신
1. ↑  “국립예술자료원_황금찬”. 2017년 4월 8일에 원본 문서에서 보존된 문서. 2013년 5월 18일에 확인함.
2. 1 2 3 4 5  http://m.news.naver.com/read.nhn?sid1=103&oid=008&aid=0003853394&mode=LSD
3. 1 2 3  http://m.news.naver.com/read.nhn?mode=LSD&mid=sec&sid1=103&oid=005&aid=0000959361
4. ↑  “원로 기독 문인 황금찬 시인, 향년 99세로 별세”. 《크리스천투데이 ChristianToday》. 2017년 4월 8일. 2017년 10월 24일에 확인함.
5. 1 2  http://m.news.naver.com/read.nhn?mode=LSD&mid=sec&sid1=103&oid=001&aid=0009172554
6. ↑  “▒ 교육연합신문 - ☆ 깊이가 다른 교육전문지 ☆ :: 월간시사문단사, 11월 4일 제7회 '북한강문학제' 개최”. 2017년 10월 23일에 원본 문서에서 보존된 문서. 2017년 10월 23일에 확인함.